# Carlos Moscoso Perea
Carlos Manuel Moscoso Perea (Tarapoto,  3 de diciembre de 1959) es un abogado, empresario y político peruano. Ocupó la alcaldía provincial del Cusco desde enero del 2015 hasta diciembre del 2018 y fue diputado en el periodo 1990-1992.

## Biografía
Nació en Tarapoto, el 3 de diciembre de 1959. Es hijo de Carlos Martín Moscoso Guillén y de Elgiba Perea Flores.
Sus estudios primarios los realizó en la ciudad de Quillabamba y los secundarios en el Colegio Ciencias de la ciudad del Cusco. Entre 1975 y 1977 cursó estudios de electrónica en la Escuela Superior de Educación Profesional - ESEP "Túpac Amaru" de la misma ciudad.
En 1978 inició sus estudios de Derecho en la Universidad Nacional San Antonio Abad del Cusco egresando en enero de 1985 con el título de Abogado. En el mes de junio de ese mismo año inició sus estudios de la maestría en ciencias políticas en el Centro de Estudios Políticos y Constitucionales de Madrid, España, culminándolos en febrero de 1989. En los mismos años cursó el doctorado en Ciencias Políticas de la Universidad Complutense de Madrid obteniendo el título de Doctor en Ciencias Políticas.
En 1990 publica el libro "El Populismo en América Latina" con la Presentación del entonces presidente Fernando Belaúnde Terry y Prólogo de Pablo Lucas Verdú editado por el Centro de Estudios Políticos y Constitucionales de Madrid.
En el año 2003 empezó a trabajar como docente en la Universidad Femenina del Sagrado Corazón en la ciudad de Lima hasta el año 2005 y desde el 2004 ejerció su profesión de abogado. Asimismo en el 2007 continuó su labor de docente en el Centro Bartolomé de las Casas en la ciudad del Cusco. En el año 2011 se alejó de la práctica de su profesión e inició su labor como empresario.

## Trayectoria política
Fue miembro del partido Acción Popular desde el año 1977 hasta el año 1999.

### Diputado
Como afiliado de ese partido, participó en las elecciones generales de 1990 como candidato a la Cámara de Diputados por el Frente Democrático (FREDEMO), coalición conformada por Acción Popular, el Partido Popular Cristiano y el Movimiento Libertad. Moscoso logró ser elegido tras obtener 8,060 votos preferenciales y ejerció ese cargo desde el 27 de julio de 1990 hasta el 5 de abril de 1992 cuando el expresidente Alberto Fujimori disolvió el Congreso de la República e inició su gobierno dictatorial.
En las elecciones del 2002, se presentó como candidato a la alcaldía provincial del Cusco por la organización provincial Movimiento Independiente Fuerza Nueva a la que se afilió posteriormente el año 2006 y se mantuvo hasta el 2007. En esa elección obtuvo sólo el 4.085% de los votos ocupando el octavo lugar. En las elecciones del 2010 volvió a postular al cargo, esta vez por el movimiento Fuerza Cusco obteniendo el 13.6861% de los votos y quedando en el segundo lugar tras el ganador Luis Florez.

### Alcalde del Cusco
Finalmente, en 2014 se inscribió en el movimiento regional Kausachun Cusco y en las elecciones municipales repitió la candidatura a la alcaldía y logró obtener el triunfo de alcaldía provincial del Cusco con el 32.033% de los votos. Ocupó dicho cargo en el periodo del 2015 al 2018.